# Caradrina pseudalbina
Caradrina pseudalbina är en fjärilsart som beskrevs av Charles Boursin 1942. Caradrina pseudalbina ingår i släktet Caradrina och familjen nattflyn. Inga underarter finns listade i Catalogue of Life.